# Artoriellula celebensis
Artoriellula celebensis là một loài nhện trong họ Lycosidae.
Loài này thuộc chi Artoriellula. Artoriellula celebensis được Anna Maria Sibylla Merian miêu tả năm 1911.